# Fujairah Clubstadion
Het Fujairah Clubstadion is een multifunctioneel stadion in Fujairah, een stad in het emiraat Fujairah, in de Verenigde Arabische Emiraten.
Het stadion wordt vooral gebruikt voor voetbalwedstrijden, de voetbalclub Al-Fujairah SC maakt gebruik van dit stadion. In 2013 werd van dit stadion gebruik gemaakt voor het wereldkampioenschap voetbal onder 17 van 2013. Er werden 6 groepswedstrijden gespeeld.
In het stadion is plaats voor 5.093 toeschouwers. Het stadion werd geopend in 2015.